# Dani Pratama
Dani Pratama (sinh ngày 22 tháng 4 năm 1996) là một cầu thủ bóng đá người Indonesia thi đấu ở Liga 1 với PSMS Medan ở vị trí hậu vệ.

## Sự nghiệp
Dani bắt đầu đam mê bóng đá từ nhỏ khi gia nhập SSB AM TRI sau đó là với nhiều câu lạc bộ như PSST TRIDADI, SU, PORDA SLEMAN và PSS Sleman.
Dani gia nhập câu lạc bộ PS TNI Liga 1 2017.
Vào giữa tháng 7 năm 2017, Dani được giải phóng từ PS TNI và gia nhập PSMS Medan thi đấu ở Liga 2 2017 .